# Овод Віктор Миколайович
Віктор Миколайович Овод (14 березня 1934, Павлоград — 10 квітня 2004, Мелітополь) — український та радянський диригент, музикальний педагог. Професор (1993), доктор наук (1993), заслужений працівник культури УРСР (1973), заслужений діяч мистецтв України (1993).

## Біографія
1953 року закінчив Дніпропетровське музичне училище, 1958 року — Харківську консерваторію за спеціальністю диригент, викладач народних інструментів (клас баяна у В. Подгорного, диригування — у Зиновія Заграничного). Після цього викладав у Запорізькому музичному училищі.
З 1962 року викладав у Запорізькому державному педагогічному інституті. З 1970 року — декан музично-педагогічного факультету.
З 1985 — декан музично-педагогічного факультету Мелітопольського педагогічного університету. Під його керівництвом студентський оркестр народних інструментів цього університету став лауреатом багатьох міжнародних, всесоюзних та республіканських музичних фестивалів та конкурсів, гастролював Україною та за кордоном, виступав в Іспанії, Польщі, Румунії, Фінляндії, Франції. У 2003 році разом із композитором А. Сердюком випустив компакт-диск «Таврійська пектораль».

## Пам'ять
- 2013 року в Мелітопольському державному педагогічному університеті ім. Б. Хмельницького було відкрито кабінет-музей його імені.